# Crotaphopeltis hippocrepis
Crotaphopeltis hippocrepis är en ormart som beskrevs av Reinhardt 1843. Crotaphopeltis hippocrepis ingår i släktet Crotaphopeltis och familjen snokar. Inga underarter finns listade i Catalogue of Life.
Arten förekommer i västra Afrika från Elfenbenskusten till Kamerun. Honor lägger ägg.